# 愛媛県道路公社
愛媛県道路公社（えひめけんどうろこうしゃ）は、愛媛県にあった地方道路公社。
管理する道路が無料化されたのに伴い、地方道路公社として初めて（岡山県道路公社と共に）2006年3月31日をもって解散となった。

## 概要
- 設立　1973年（昭和48年）6月1日
- 所在地　愛媛県松山市一番町四丁目4番地2

## 主な事業
愛媛県内の有料道路の新設、改築、維持、修繕及び災害復旧その他の管理

## かつて管理していた道路
- 西海有料道路（愛媛県道320号船越平城線）
- 東予有料道路（愛媛県道13号壬生川新居浜野田線）